# Jens Nowotny
Jens Nowotny (* 11. ledna 1974, Malsch) je bývalý německý reprezentační fotbalista, který hrál na postu středního obránce. S velkým fotbalem začal v klubu Karlsruher SC, většinu kariéry hrál za Bayer Leverkusen, se kterým dosáhl finále Ligy mistrů 2001/02. Rovněž ve čtyřech sezónách skončil v lize na 2. místě.

## Klubová kariéra

### Karlsruher SC
Začátek své profesionální kariéry má Nowotny spojen s Karlsruher SC. Debutoval 2. května 1992 v bundesligovém zápase proti Hamburku.
Stále teprve 19letý Nowotny se svou druhou sezónu v „A“ týmu prosadil do základní jedenáctky. Karlsruher si oproti předchozí sezóně polepšil a místo osmé příčky (1991/92) získal příčku šestou zajišťující Pohár UEFA. V další sezóně okusil semifinále Poháru UEFA. Jeho kvalitní defenzivní výkony a výkony brankáře Olivera Kahna drželi mužstvo v horní polovině tabulky, na konci sezóny 1993/94 z toho bylo opět šesté místo. Další dvě sezóny se Karlsruher umístil osmý a sedmý.

### Bayer Leverkusen
Talentovaný a stále teprve 22letý Nowotny zaujal Leverkusen, ve kterém se okamžitě prosadil a nastoupil do 32 zápasů Bundesligy. Jeho partnery v obraně byli obvykle Markus Happe a Christian Wörns, i jejich výkony nakonec znamenaly druhé místo za Bayernem Mnichov. Zatímco Wörns a Happe záhy klub opustili, Nowotny byl oporou Bayeru pro další roky.
V letech 1999, 2000 a 2002 tým skončil znovu druhý a nedokázal tak získat první ligový titul v historii. Nowotny v tomto období převzal kapitánskou pásku. Obzvlášť sezóna 2001/02 byla pro Leverkusen hořká – vedle neúspěšné bundesligové jízdy padl také ve finále Ligy mistrů proti Realu Madrid a prohrál rovněž finále poháru DFB.
Nowotny důležitý závěr ročníku nestihl kvůli zranění: nenastoupil ve finále LM, ve finále domácího poháru proti Schalke ani v posledních třech zápasech Bundesligy, z nichž Leverkusen dvě prohrál, a to včetně zápasu proti sestupem ohroženému Norimberku.

### Dinamo Záhřeb
Po odchodu z Leverkusenu v roce 2006 zamířil do Chorvatska. Poslední sezónu kariéry hrál v Dinamu Záhřeb. Zkušený Nowotny měl být oporou v předkole Ligy mistrů, neodvrátil však vyřazení od Arsenalu. Po několika zápasech se zranil a poté toho již moc neodehrál.
V lednu 2007 ukončil kariéru.

## Reprezentační kariéra
Debut za reprezentaci si Nowotny odbyl 30. dubna 1997. Stalo se tak v kvalifikačním zápase na mistrovství světa 1998 proti Ukrajině, které se hrálo v Brémách. Nowotny střídal útočníka Bobice po 15 minutách.
Nowotny byl součástí národního týmu na dvou mistrovstvích Evropy – v letech 2000 a 2004 – a dohromady odehrál pět zápasů. Mistrovství světa 2002 pořádané Japonskem a Koreou zmeškal kvůli zranění.
Trenér Jürgen Klinsmann přizval Nowotnyho k národnímu mužstvu pro mistrovství světa 2006, které pořádalo právě Německo. Nowotny předtím dva roky nehrál žádné reprezentační utkání. Avšak zkušený stoper Nowotny skončil na lavičce náhradníků, kde dělal náhradníka mladíkům Peru Mertesackerovi a Christophu Metzelderovi. Nakonec si zahrál v utkání o třetí místo proti Portugalsku, protože se zranil Mertesacker. Němci v utkání zvítězili poměrem 3 ku 1. Celkový počet zápasů, které odehrál za Německou reprezentaci dosahuje 48. Jediný gól vstřelil 27. května 2004 v přátelském zápase proti Maltě, kdy Německo zvítězilo 7:0.

## Úspěchy
Německo
- Mistrovství světa ve fotbale
  - 3. místo (2006)

Bayer Leverkusen
- Liga mistrů
  - 2. místo (2001/02)
- Bundesliga
  - 2. místo (1996/97, 1998/99, 1999/00, 2001/02)
  - 3. místo (1997/98, 2003/04)
- DFB-Pokal
  - 2. místo (2001/02)

Karlsruher
- DFB-Pokal
  - 2. místo (1995/96)